# Nikolaï Akimov
Pour les articles homonymes, voir Akimov.
Nikolaï Akimov, né le 3 avril 1901 à Kharkov (Empire russe) et mort le 6 septembre 1968 à Moscou (URSS), est un décorateur et metteur en scène de théâtre expérimental soviétique. Il a donné son nom au Théâtre de la Comédie Nikolaï-Akimov de Saint-Pétersbourg (Léningrad à l'époque) qu'il a dirigé de nombreuses années.

## Biographie
En 1914, il prit des cours à la Société impériale d'encouragement des beaux-arts et reçut aussi l'enseignement de Mstislav Doboujinski, Alexandre Iacovleff. En 1918, il fréquenta brièvement un atelier Proletkoult mais, poussé par la faim il partit pour Kharkov, où il fit sa première exposition en 1919 en compagnie d'Emmanuel Mané-Katz, Zinaïda Serebriakova et Alexandre Lioubimov.
Il enseigna le dessin de 1920 à 1922 et entra au théâtre d'État de Kharkov pour les enfants en 1921. En 1922, il rentra à Pétrograd et s'inscrivit dans un Vkhoutemas, devint un proche de Nicolas Evreïnoff et rencontra Georgi Kryjitski. Il rencontra aussi Nikolaï Petrov, avec qui il entama un long compagnonnage artistique. Il travailla entre autres au Grand Théâtre dramatique et fit des illustrations pour la maison d'édition Academia. Il réalisa une quinzaine de décors pour le théâtre de Vsevolod Meyerhold.
Avec David Gutman, il participa à la création du Théâtre de la Satire révolutionnaire en 1926 et fit des mises en scène à partir de 1929. L'une d'elles fit scandale en 1932 au Théâtre Vakhtangov et fit date dans l'histoire de l'art dramatique: c'était une mise en scène d'Hamlet où Ophélie était une prostituée ivre et les fantômes du roi une mystification créée par Hamlet.
De 1949 à 1956, il fit des mises en scène au Théâtre Lensoviet et il devint en 1960 professeur d'art dramatique à l'Institut de théâtre de Léningrad.
Il écrivit plusieurs livres dont Sur le théâtre (О театре) en 1962.
En 1923, il se maria avec Nadejda Kocheverova, puis en 1934, il épousa Elena Junger.

## Mises en scène
- 1931 : Robespierre de Fiodor Raskolnikov. Avec Illarion Pestov[4]
- 1932, Hamlet, Théâtre Vakhtangov. Avec Anna Orotchko
- 1963, Don Juan de Lord Byron, traduit par Tatiana Gnéditch, Théâtre de la Comédie de Saint-Pétersbourg.
- novembre 1966 : le Mariage de KretchinskI d'Aleksandre Soukhovo-Kobyline, Comédie-Française